# 강유경 (수학자)
강유경(康有慶, 1561년 ~ ?년)은 조선 중기의 주학자(수학자)로 주학교수(籌學敎授)를 역임하였다. 임진왜란 때 포로되었다가 고국에 귀국 후 일본과 외교에 큰 역할을 하였던 강우성(康遇聖)의 아버지이다. 아들 강우성은 일본어 학습서인 《첩해신어(捷解新語)》 10권을 남겼다.

## 생애
조선 중기의 주학자(수학자)로 본관은 진주 (강여즙), 자는 응길(應吉)이다. 강의중(康義中)의 증손이며, 사과(司果) 강순(康順)의 손자이다. 아버지는 사옹원참봉(司饔院參奉) 강승보(康承輔)이고, 어머니는 광산인(光山人) 사직(司直) 김서형(金瑞亨)의 딸로 광산 김씨(光山金氏)이다.
부인은 양천인(陽川人) 변윤보(邊潤寶)의 딸로 숙부인 양천 변씨(淑夫人 陽川邊氏)이다.
사옹원 참봉 승보의 아들로 1561년 태어나 1579년(선조 12) 주학(籌學)에 급제하여 통훈대부(通訓大夫) 주학교수(籌學敎授)을 역임하고 별세하였다. 통정대부(通政大夫) 형조참의(刑曹參議)에 증직되었다.
묘소는 서울시 노원구 월계동과 도봉구 창동 일원 사적 제440호 초안산조선시대분묘군(楚安山朝鮮時代墳墓群) 내에 있다.

## 가족 관계
- 증조 : 강의중(康義中)
- 조부 : 사과(司果) 강순(康順)
- 아버지 : 사옹원참봉(司饔院參奉) 강승보(康承輔)
- 어머니 : 광산김씨(光山金氏), 광산인(光山人) 사직(司直) 김서형(金瑞亨)의 딸.
- 부인 : 숙부인 양천변씨(淑夫人 陽川邊氏), 양천인(陽川人) 변윤보(邊潤寶)의 딸.
  - 아들 : 강우성(康遇聖, 1581년-?년)